# Ерменрих фон Елванген
Ерменрих фон Елванген (на немски: Ерменрих фон Елванген; на латински: Ermenricus Elwangensis, * ок. 814, † 874) е от 866 до 874 г. 11. епископ на Пасау.

## Произход и управление
Произхожда от швабска благородническа фамилия.
Ерменрих първо е бенедиктински монах в Елванген. В манастир Фулда той е ученик на Храбан Мавр, а в манастир Райхенау на Валафрид Страбон. Той е в тясна връзка с архикаплан Грималд от Абатство Санкт Гален, където живее известно време. Той е почитан като учен и писател. Пише Вита на Суало и вита на основателя на манастира в Елванген Хариолф. Владее и гръцки.
През 866 г. Ерменрих става епископ на Пасау. През 867 г. няма успех в мисията си в България при цар Борис I. През 870 г. участва в борбите на баварския епископат против моравския архиепископ Методий, заради което след три години е суспендиран от папа Йоан VIII.
Епископ Ерменрих умира през 874 г. Последван е от Енгелмар фон Пасау (875 – 899).

## Произведения
- Lettre à Grimald / Ermenrich d'Ellwangen. Ermenricus <Elwangensis>. Texte latin édité, traduit, annoté et introduit par Monique Goullet. Paris 2008 (Sources d'histoire médiévale / 37)
- Ernst Dümmler (éd.), Ermenrici Ellwangensis epistola ad Grimaldum abbatem, MGH, Epistolæ, t. V (Epistolæ Karolini ævi III), p. 534 – 579.